# Stafylokok
Staphylococcus (z řec. staphyle, hrozen) je klinicky nejvýznamnější bakteriální rod čeledi Staphylococcaceae. Poprvé byly pozorovány z hnisu Louisem Pasteurem 1880. Jsou to grampozitivní, nesporulující, nepohyblivé, neopouzdřené, fakultativně anaerobní, katalázopozitivní, saprofytické koky, které mohou způsobovat nozokomiální infekce. Zkvašují manitol, štěpí močovinu, trehalózu a sacharózu a redukují nitráty. Ve světelném mikroskopu jsou buňky uspořádané do tvaru charakteristických hroznů. Rod zahrnuje kolem 50 druhů, z nichž většina je nepatogenní a tvoří součást přirozené mikroflóry kůže a sliznic člověka i zvířat, vyskytují se také v půdě nebo v potravinách. Pro člověka jsou klinicky významné dva druhy, Staphylococcus aureus, neboli zlatý stafylokok, a Staphylococcus epidermidis.

## Staphylococcus epidermidis
Staphylococcus epidermidis je bakterie patřící ke koaguláza-negativním stafylokokům. Na rozdíl od zlatého stafylokoka neprodukuje tolik toxinů a enzymů. Vyskytuje se na kůži a je oportunním patogenem, často v souvislosti s cizím tělesem, včetně předmětů používaných v medicíně k invazivnímu vyšetřování či léčbě. Dobře lne na plast. Proto je infekce tímto mikroorganismem často nozokomiální s multirezistencí na antibiotika.

## Nomenklatura
- Platné jméno: Staphylococcus Rosenbach, 1884
- Typový druh: Staphylococcus aureus Rosenbach 1884
- Synonyma: Aurococcus Winslow and Rogers 1906

## Popis
Stafylokoky jsou nepohyblivé koky o průměru 0,7–1,2 μm. Jsou fakultativně anaerobní, s chemoautotrofním typem metabolismu. Netvoří spory, ale přesto jsou poměrně odolné proti vlivům vnějšího prostředí, dlouhodobě přežívají i při teplotách blížících se bodu mrazu, při teplotě +60 °C přežijí půl hodiny. V zaschlém hnisu vydrží životaschopné mnoho týdnů. Jsou to mezofilní bakterie, optimální teplota pro jejich kultivaci je 37 °C.

## Výskyt
Stafylokoky tvoří běžnou součást mikroflóry kůže i sliznic. Potenciálně patogenní druhy jsou původci onemocnění lidí nebo zvířat.

## Rozdělení stafylokoků
Podle produkce koagulázy, enzymu, který mění fibrinogen na fibrin, se rod rozlišuje na dvě velké skupiny: koaguláza-pozitivní a koaguláza-negativní stafylokoky. Některé koaguláza-pozitivní stafylokoky mají dále schopnost tvořit pouzdro a exotoxiny, jako jsou hemolyziny, enterotoxiny nebo toxiny syndromu toxického šoku. Mezi stafylokoky je také rozšířená rezistence vůči antibiotikům, známé a nebezpečné jsou methicilin-rezistentní Staphylococcus aureus = MRSA.

### Koaguláza-pozitivní
- S. aureus
- S. delphini
- S. hyicus
- S. intermedius
- S. lugdunensis
- S. lutrae
- S. pseudintermedius
- S. schleiferi

### Koaguláza-negativní
- S. arlettae
- S. auricularis
- S. capitis
- S. caprae
- S. carnosus
- S. cohnii
- S. condimenti
- S. equorum
- S. epidermidis
- S. felis
- S. fleurettii
- S. gallinarum
- S. haemolyticus
- S. hominis
- S. chromogenes
- S. kloosii
- S. lentus
- S. nepalensis
- S. muscae
- S. pasteuri
- S. piscifermentans
- S. pettenkoferi
- S. saprophyticus
- S. sciurii
- S. simiae
- S. simulans
- S. succinus
- S. vitulinus
- S. warneri
- S. xylosus